# Calothorax
Calothorax là một chi chim trong họ Chim ruồi.

## Các loài
Chi này gồm 2 loài:
| Image | Scientific name    | Common Name | Distribution |
| ----- | ------------------ | ----------- | --- |
|       | Calothorax pulcher |             | southern-central Mexico. |
|       | Calothorax lucifer |             | southwestern United States, from southwest Texas, extreme southwestern New Mexico to extreme southeastern Arizona, and in central and north Mexico. |